# Desulfovibrio desulfuricans
Desulfovibrio desulfuricans ist ein sulfatreduzierendes Bakterium. Es ist chemolithoheterotroph und chemoorganoheterotroph, obligat anaerob, Gram-negativ, enthält Desulfovidrin und bildet keine Sporen. Die einfach, polar begeißelten gekrümmten Stäbchen sind 3–5 µm lang und haben einen Durchmesser von 0,5–1 µm. Das Wachstumsoptimum liegt bei Temperaturen von 34 bis 37 °C und pH-Werten von 6,6-7,5. Desulfovibrio desulfuricans wurde in Süßwasser und Meerwasser gefunden, besonders aber in verschmutzten Gewässern und Böden mit einem hohen Anteil an organischen Stoffen.
Dieses Bakterium wird für die großen Vorkommen von elementarem Schwefel in Texas und Louisiana verantwortlich gemacht, wo anstelle der ausgedehnten originalen Gipslagerstätten Kalkstein und elementarer Schwefel vorgefunden wurden. Der Kalkstein besitzt dabei die Kristallform des Gipses. Der Kohlenstoff des Kalksteins und der elementar eingelagerte Schwefel sind biogenen Ursprungs, wie durch Isotopen-Analysen bestätigt wurde. Weiterhin spricht auch die Anwesenheit von abgelagertem Erdöl in diesen Gesteinen für die biogene Entstehung dieser Schichten.
Die Bakterien haben die Fähigkeit, den pH-Wert im Mikromilieu zu verändern, sodass sie eine Übersättigung an Calcium- und Carbonationen und damit eine Ausfällung von Calciumcarbonat (Kalksteinbildung) verursachen.
Als Anwendung dieses Bakteriums wurde nach einem Feldexperiment die Restauration von Marmorstatuen vorgeschlagen. Das Freiland-Experiment zeigte, dass das anaerobe Bakterium die Oberfläche von verwitterten Marmorstatuen besiedelte und selbst die für sich erforderlichen Lebensbedingungen bildete, um den durch die Einflüsse des sauren Regens gebildeten Gips wieder in Kalk umzuwandeln. Die genauen biochemischen Prozesse dieser Kalzifizierung sind dabei noch nicht geklärt.
Die DNA des Bakteriums wurde 1997 vollständig sequenziert. Das Bakterium stellt für Erdölpipelines und -tanks eine Gefahr wegen der korrosiven Wirkung seines Stoffwechsels dar. Auch das Entstehen von fauligem Wasser in den Trinkwassertanks von Schiffen kann mit auf diese Bakterien zurückgehen.